# 午夜人肉列車
《午夜人肉列車》（英語：The Midnight Meat Train）是一部2008年美國恐怖片，改編自克里夫·巴克收錄於《血之書》中的1984年同名短篇故事，講述一名攝影師企圖追查出沒於地鐵的連環殺手「地鐵屠夫」（Subway Butcher），但後果卻是令人難以承受。電影由北村龍平執導，傑夫·布勒（Jeff Buhler）編寫劇本，布萊德利·庫柏、蕾絲莉·畢柏、布魯克·雪德絲、羅傑·巴特、泰德·雷米以及維尼·瓊斯主演。電影在2008年8月1日美國上映，口碑正面。

## 演員
- 布萊德利·庫柏飾演里昂·考夫曼（Leon Kaufman）
- 蕾絲莉·畢柏（英语：Leslie Bibb）飾演瑪雅·瓊斯（Maya Jones）
- 布魯克·雪德絲飾演蘇珊·哈夫（Susan Hoff）
- 羅傑·巴特飾演尤爾吉斯（Jurgis）
- 泰德·雷米（英语：Ted Raimi）飾演蘭道·庫珀柏（Randle Cooper）
- 維尼·瓊斯飾演馬赫尼（Mahogany）
- 彼得·雅各布森飾演奧托（Otto）
- 芭芭拉·伊芙·哈里斯（英语：Barbara Eve Harris）飾演琳恩·哈德利警探（Detective Lynn Hadley）
- 托尼·库兰飾演司機
- 昆頓·傑克森飾演守護天使（Guardian Angel）

## 外部連結
- 互联网电影数据库（IMDb）上《午夜人肉列車》的资料（英文）
- AllMovie上《午夜人肉列車》的资料（英文）
- Box Office Mojo上《午夜人肉列車》的資料（英文）
- 爛番茄上《午夜人肉列車》的資料（英文）
- Metacritic上《午夜人肉列車》的資料（英文）